# Miami Football Club
Miami Football Club é um clube da cidade de Miami, Flórida, Estados Unidos. Disputa a USL Championship.

## História
O clube foi oficialmente anunciado no dia 20 de maio de 2015 como a décima segunda franquia de expansão da North American Soccer League, começando a jogar na NASL. A casa da equipe era o Estádio Ocean First, atual Estádio Riccardo Silva.
O time possuí uma notória quantia de colaboradores cubano-americanos, descendentes de fugitivos da Revolução Cubana. Por este motivo, o presidente do time Michael Williamson, realiza um jogo beneficente todo dia 17 de Abril em homenagem à Invasão da Baía dos Porcos. Os lucros são redirecionados à comunidade cubana de Miami.   
O time vem demonstrando bons resultados, conquistando diversos campeonatos a despeito das dificuldades que o esporte bretão enfrenta em território estado-unidense. A título de exemplo, a equipe precisou abandonar seu campo de várzea após constantes ataques de aligators colocarem a equipe em risco. Além disso, a aproximação do time com a comunidade cubana de Miami criou empecilhos com o governo de Cuba, dificultando a contratação de atletas daquele país. 

### North American Soccer League (2015-2017)
O clube foi fundado pelo empreendedor italiano Riccardo Silva e pelo ex-jogador da Seleção Italiana de Futebol Paolo Maldini. Logo o clube entrou em conflito com o novo time de David Beckham da MLS. 
Em setembro de 2015, Alessandro Nesta foi escolhido como novo treinador da equipe.

### National Premier Soccer League (2018-2019)
Com o cancelamento da temporada da NASL de 2018, o Miami ficou sem liga para jogar. A solução encontrada foi disputar temporariamente a National Premier Soccer League, junto com outras equipes da NASL como Jacksonville Armanda e New York Cosmos. Sob o nome de Miami FC 2, o clube foi bicampeão da liga, nos anos de 2018 e 2019.

## Títulos
Campeão Invicto
| NACIONAIS      | NACIONAIS   | NACIONAIS | NACIONAIS  |
|                | Competição  | Títulos   | Temporadas |
| -------------- | ----------- | --------- | ---------- |
| Estados Unidos | NASL Spring | 1         | 2017       |
| Estados Unidos | NASL Fall   | 1         | 2017       |
| Estados Unidos | NPSL        | 2         | 2018, 2019 |
| Estados Unidos | NISA        | 1         | 2019-20    |

## Estatísticas

### Participações
|  | Participações em 2020 |

| Competição     | Competição               | Temporadas | Melhor campanha          | Estreia | Última  | P | R |
| Estados Unidos | USL Championship         | 1          | Estreia (2020)           | 2020    | 2020    |   | – |
| Estados Unidos | NISA                     | 1          | Campeão (2019-20)        | 2019-20 | 2019-20 |   | – |
| Estados Unidos | NASL                     | 2          | Semifinais (2017)        | 2017    | 2017    |   | – |
| Estados Unidos | NPSL                     | 2          | Campeão (2018 e 2019 )   | 2018    | 2019    |   | – |
| Estados Unidos | Lamar Hunt U.S. Open Cup | 5          | Quartas-de-Finais (2017) | 2016    | 2020    |   | – |

## Elenco
Atualizado em 27 de janeiro de 2020.
Legenda
- : Capitão